# Вишнар, Катя
Катя Вишнар (словен. Katja Višnar; род. 21 марта 1984, Блед, Радовлица) — словенская лыжница, серебряный призёр чемпионата мира 2019 года, участница Олимпийских игр 2010, 2014 и 2018 годов, призёр этапов Кубка мира. Специализируется в спринтерских гонках.

## Биография
В Кубке мира Вишнар дебютировала в 2006 году, в январе 2010 года впервые попала в тройку лучших на этапе Кубка мира, в командном спринте. Всего на сегодняшний день имеет на своём счету 4 попадания в тройку лучших на этапах Кубка мира, три в личном и одно в командном спринте. Лучшим достижением Вишнар в общем итоговом зачёте Кубка мира является 22-е место в сезоне 2013/14. В сезонах 2013/14 и 2014/15 занимала 6-е место в зачёте спринта в Кубке мира.
На Олимпиаде-2010 в Ванкувере принимала участие в трёх гонках: спринт — 16-е место, командный спринт — 10-е место, эстафета — 14-е место.
На Олимпийских играх 2014 года в Сочи выступила в 4 гонках. В личном и командном спринте заняла 9-е место, в гонке на 10 км стала 51-й, а в эстафете заняла 10-е место.
На Олимпийских играх 2018 года в Пхёнчхане заняла 16-е место в личном спринте и 8-е место в эстафете.
За свою карьеру принимала участие в семи чемпионатах мира (2007, 2009, 2011, 2013, 2015, 2017, 2019), лучший результат — серебро в командном спринте классическим стилем на чемпионате мира 2019 года (вместе с Анамарией Лампич). В личных гонках лучший результат — 4-е место в спринте классическим стилем на чемпионате мира 2013 года.
Использует лыжи и ботинки производства фирмы Fischer.
Замужем за норвежским лыжником Оле Вигене Хаттестаде. У пары двое детей — сын Людвиг (род. 24 ноября 2015) и дочь Лара (род. 5 июня 2021).